# Cloop
cloop (compressed loopback device) è un modulo del kernel Linux che permette la compressione del file system. È utilizzato nella distribuzione Knoppix.